# Ясная Поляна (Зубово-Полянский район)
Ясная Поляна — посёлок в Зубово-Полянском районе Мордовии России. Входит в состав Зубово-Полянского городского поселения.

## История
Основан в 1923 году переселенцами из села Ачадово. В 1930 году организован колхоз «Красный Октябрь». По данным на 1931 год посёлок состоял из 68 дворов.

## Население
| 2002 | 2010 |
| ---- | ---- |
| 428  | ↗465 |

Национальный состав
Согласно результатам Всероссийской переписи населения 2002 года, в национальной структуре населения мордва-мокша составляли 79 %.